# Mareth
Mareth (arabe : مارث) est une ville de Tunisie située à une quarantaine de kilomètres au sud de Gabès, à mi-distance entre la côte du golfe de Gabès et les monts de Matmata.

## Démographie
Rattachée administrativement au gouvernorat de Gabès, elle constitue une municipalité de 31 455 habitants et le chef-lieu d'une délégation de 63 122 habitants.

## Géographie
C'est une oasis dont le périmètre rejoint l'oasis de Zarat, le tiers de sa population active vivant de l'agriculture. Mareth a également été un important foyer d'émigration vers la France, qui se traduit notamment par la présence d'une communauté marethienne dans la ville de Cassis.

## Histoire
Mareth est désignée comme le lieu où la bataille de Marta s'est déroulée avec un affrontement entre les tribus berbères commandées par Antalas et Carcasan d'un côté et les Byzantins de Jean Troglita et les Berbères de Cusina de l'autre.
Elle est surtout connue par sa célèbre ligne de défense, la ligne Mareth, construite par les Français à partir de 1936, au temps du protectorat français, visant à protéger la région d'une attaque italienne. En 1943, durant la campagne de Tunisie, la ligne Mareth, tenue par les Allemands de l'Afrika Korps, arrête l'attaque frontale de la 8e armée britannique qui doit la contourner en mars, contraignant les Allemands à battre en retraite. Le musée militaire, installé sur la route en direction de Médenine, commémore d'ailleurs cette bataille.